# Ascogaster fullawayi
Ascogaster fullawayi är en stekelart som först beskrevs av Baker 1926.  Ascogaster fullawayi ingår i släktet Ascogaster och familjen bracksteklar. Utöver nominatformen finns också underarten A. f. maquilingensis.